# Alexandre Luiz Fernandes
Alexandre Luiz Fernandes, mais conhecido como Alê (São Paulo, 21 de janeiro de 1986), é um futebolista brasileiro que atua como volante. Atualmente joga no Grêmio Desportico São-Carlense.

## Carreira
Foi revelado nas categorias de base do São Paulo, onde jogou por algum tempo como titular.
Atuou no Santo André, onde foi um dos principais destaques da equipe no Campeonato Paulista de 2010. No dia 12 de setembro de 2010, foi anunciado pelo técnico Vanderlei Luxemburgo como novo reforço do Atlético Mineiro. Já no dia 18 de dezembro, foi emprestado ao Atlético Paranaense. No dia 5 de abril de 2011, começou a treinar em separado ao grupo aguardando por uma negociação. Quase um mês depois, no dia 4 de maio, acertou sua transferência para o Americana-SP.
No ano de 2013 foi emprestado ao Avaí e, ao final de seu contrato, foi encerrado o vinculo com o clube catarinense.